# アーロン・グンナルソン
アーロン・エイナル・マルムキスト・グンナルソン（Aron Einar Malmquist Gunnarsson 、1989年4月22日 - ）は、アイスランド・アークレイリ出身のプロサッカー選手。カタール・スターズリーグ・アル・ガラファ所属。アイスランド代表。ポジションはMF。

## 経歴

### クラブ
地元アークレイリのクラブでプレーを始め、2006年にオランダのAZアルクマールに移籍。2008年6月、フットボールリーグ・チャンピオンシップのコヴェントリー・シティFCと3年契約を結んだ。加入からすぐにレギュラーに定着し、シーズン終了後にはサポーター投票でチームの年間MVPに選ばれた。2011年7月、同じチャンピオンシップのカーディフ・シティFCにフリーで加入。2016－17シーズン終了後にはサポーター投票でチームの年間MVPに選ばれた。2019年、カタールのアル・アラビ・ドーハに移籍した。

### 代表
2008年2月2日に代表デビュー。A代表と並行して世代別代表にも選出されており、UEFA U-21欧州選手権2011に出場した。
2012年8月のフェロー諸島戦の前からキャプテンに任命された。2014 FIFAワールドカップ出場をかけたクロアチアとのプレーオフで初めてキャプテンとして出場したが、試合には0-2で敗れ本戦出場は成らなかった。
2014年10月10日のUEFA EURO 2016予選・ラトビア戦で初ゴール。2015年6月12日のチェコ戦でもゴールを挙げた。9月6日のカザフスタン戦では終了間際に退場処分を受けるも、同国史上初となる主要大会出場決定を達成した。
UEFA EURO 2016ではフランス戦に出場しEURO初出場を果たした。1-1の引き分けとなったポルトガル戦では試合後、クリスティアーノ・ロナウドにユニフォーム交換を拒否されたことが話題になった。ラウンド16のイングランド戦ではピッチで歴史的勝利を見届けた。

## 人物
兄のアルノールはハンドボール選手で、アイスランド代表にも選ばれている

## 代表歴

### 出場大会
- アイスランド代表
  - 2018 FIFAワールドカップ

### 試合数
- 国際Aマッチ 107試合 5得点（2008年 - ）[17]

| アイスランド代表 | 国際Aマッチ | 国際Aマッチ |
| 年               | 出場        | 得点        |
| ---------------- | ----------- | ----------- |
| 2008             | 9           | 0           |
| 2009             | 7           | 0           |
| 2010             | 5           | 0           |
| 2011             | 4           | 0           |
| 2012             | 8           | 0           |
| 2013             | 8           | 0           |
| 2014             | 8           | 1           |
| 2015             | 6           | 1           |
| 2016             | 13          | 0           |
| 2017             | 8           | 0           |
| 2018             | 5           | 0           |
| 2019             | 6           | 0           |
| 2020             | 4           | 0           |
| 2021             | 6           | 0           |
| 2022             | 3           | 0           |
| 2023             | 3           | 3           |
| 2024             | 1           | 0           |
| 2025             | 3           | 0           |
| 通算             | 107         | 5           |

### 得点
| # | 開催日         | 会場                                       | 対戦国             | スコア | 結果 | 試合概要           | Ref    |
| - | -------------- | ------------------------------------------ | ------------------ | ------ | ---- | ------------------ | ------ |
| 1 | 2014年10月10日 | リガ、スコント・スタディオン               | ラトビア           | 2-0    | 3-0  | UEFA EURO 2016予選 | [ 18 ] |
| 2 | 2015年6月12日  | レイキャヴィーク、ラウガルタルスヴェルル   | チェコ             | 1-1    | 2-1  | UEFA EURO 2016予選 | [ 19 ] |
| 3 | 2023年3月26日  | ファドゥーツ、ラインパーク・シュタディオン | リヒテンシュタイン | 3-0    | 7-0  | UEFA EURO 2024予選 |        |
| 4 | 2023年3月26日  | ファドゥーツ、ラインパーク・シュタディオン | リヒテンシュタイン | 4-0    | 7-0  | UEFA EURO 2024予選 |        |
| 5 | 2023年3月26日  | ファドゥーツ、ラインパーク・シュタディオン | リヒテンシュタイン | 5-0    | 7-0  | UEFA EURO 2024予選 |        |